# Strage di Garissa
La strage di Garissa è avvenuta il 2 aprile 2015 presso l'Università di Garissa, in Kenya, causando la morte di 150 persone, per mano del gruppo islamista di Al-Shabaab.

## Dinamica
Alle ore 5:30 locali un gruppo di guerriglieri ha fatto irruzione nel campus di Garissa, utilizzando delle bombe e uccidendo le due persone adibite alla sorveglianza dell'ingresso. Una volta penetrati nella struttura, i guerriglieri si sono recati nel dormitorio dell'università, dove hanno svegliato gli studenti e chiesto loro che religione professassero: i cristiani venivano uccisi immediatamente.
Le forze di polizia keniote, dopo uno scontro a fuoco prolungatosi sino alle 21:30 circa, sono riuscite a impossessarsi del campus.

## Motivazioni
Secondo fonti investigative, lo stratega dell'operazione sarebbe il professor Mohamed Kuno, docente che ha insegnato nell'università oggetto dell'attacco e già ricercato dalla polizia. L'attacco sarebbe stato effettuato per ritorsione contro il governo keniota, impegnato in Somalia contro gli estremisti islamici di Al-Shabaab, autori di ripetuti attentati in territorio keniota